# John Deere
John Deere   (Rutland, 7 de febrer de 1804 - Moline, 17 de maig de 1886) fou un inventor estatunidenc. Va néixer a Rutland, Vermont, fill de William Deere. Després de la mort del seu pare, Deere es va criar amb la seva mare a Middlebury, Vermont, on rebé l'educació bàsica.
Va treballar durant quatre anys com a aprenent de ferrer, entrant al negoci el 1825. El 1827 es va casar amb Demarius Lamb, i el 1836 la parella ja tenia quatre fills, amb un cinquè en camí. El negoci no funcionava gaire bé i Deere tenia problemes amb els seus proveïdors. Per evitar la fallida, Deere va vendre la botiga al seu sogre, i va marxar a Illinois. Va deixar la seva família i dona, els quals es reagruparen amb ell posteriorment.
Deere s'establí a Grand Detour, Illinois. Com que no hi havia cap altre ferrer a la zona, Deere no va tenir dificultat per trobar feina. Va notar que les arades no funcionaven massa bé a la terra de la praderia d'Illinois, i va arribar a la conclusió de què una arada de ferro polit i correctament format (una arada d'acer d'una única peça) podria adaptar-se millor a les terres de la praderia.

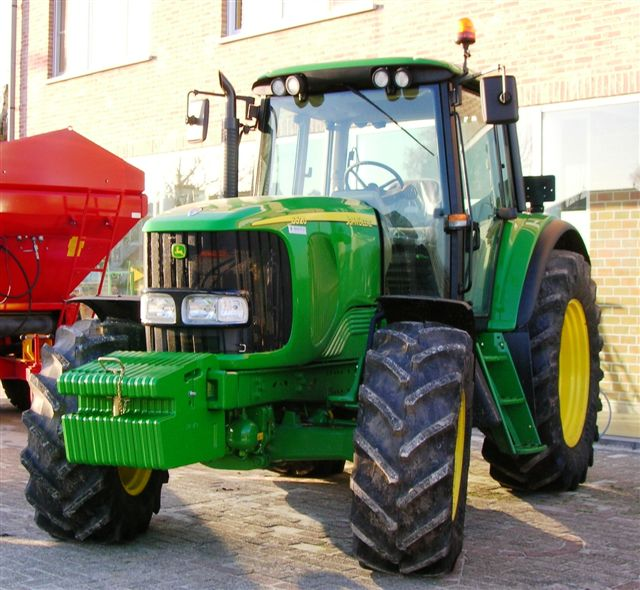
Tractor marca John Deere

El 1837 desenvolupà i construí la seva primera arada d'acer. El dur ferro polit tenia una part d'acer que el feia ideal pel sól del Mig Oest, treballant millor que altres arades. El 1843 Deere es va associar amb Leonard Andrus per produir més arades per mantenir el ritme de construcció de la demanda. El 1848, Deere va dissoldre l'empresa amb Andrus i es traslladà a Moline, Illinois per mor de la seva localització a la vora del riu Mississippi, i ser un nus de comunicacions. Pel 1855, havia venut més de 10.000 arades de la fàbrica de Deere. Des del principi Deere insistí en la fabricació d'equips d'alta qualitat. El 1868, Deere creà la corporació Deere & Company a partir del seu negoci.
Més endavant, Deere centrà la seva atenció en assumptes civils i polítics. Fou alcalde de Moline dos anys. Serví com a president del Banc Nacional de Moline, director de la Biblioteca Pública de la mateixa ciutat i membre actiu de la primera església congregacional.
Deere va morir a casa seva el 17 de maig de 1886. La companyia que va fundar va continuar funcionant, i va esdevenir una de les majors fabricants d'equips agrícoles i de construcció del món.